# ليوبيشا بيارا
ليوبيشا بيارا (بالصربية: Љубиша Беара) (14 يوليو 1939 - 8 فبراير 2017) كان عقيدا في جيش جمهورية صرب البوسنة شارك في مذبحة سربرنيتسا.

## نبذة
ولد بيارا في 14 يوليو 1939 في مدينة سراييفو التي كانت ضمن مملكة يوغوسلافيا آنذاك، وكان عقيدا ومُديرا للأمن في جهاز الأركان الرئيسي في جيش جمهورية صرب البوسنة.
في 26 مارس 2002، أصدرت المحكمة الجنائية الدولية ليوغوسلافيا السابقة لائحة اتهام ضده لدوره في مذبحة سربرينيتشا. سلم نفسه ونُقل إلى لاهاي في 10 أكتوبر 2004. في 10 يونيو 2010، أصدرت الدائرة الابتدائية في المحكمة حُكما بأنه "كان أرفع ضابط في فرع الأمن وكانت لديه صورة شاملة وواضحة عن النطاق الواسع لعملية القتل ونطاقها. اقتنعت الدائرة الابتدائية بأن بيارا كان في يوليو 1995 عازما على تدمير جماعة بقتل جميع أفرادها الذين في متناوله، وأنه دون أي شك معقول كانت لديه نية إبادة جماعية. وقد أُدين بتُهم الإبادة الجماعية والإبادة والقتل والاضطهاد وحُكم عليه بالسجن مدى الحياة. توفي في سجنه في برلين عام 2017 عن عمر يُناهز 77 عامًا.